# Erik Frank
Erik Emil Frank (* 12. November 1899 in Tuusula; † 5. Januar 1972 in Helsinki) war ein finnischer Radrennfahrer.

## Sportliche Laufbahn
Frank war im Straßenradsport aktiv. Er war Teilnehmer der Olympischen Sommerspiele 1924 in Paris. Im olympischen Straßenrennen belegte er den 52. Platz. In der Mannschaftswertung kam das finnische Team mit Erik Frank auf den 13. Platz.